# Anolis insignis
Anolis insignis este o specie de șopârle din genul Anolis, familia Polychrotidae, descrisă de Cope 1871. Conform Catalogue of Life specia Anolis insignis nu are subspecii cunoscute.